# Colegio Nuestra Señora del Pilar
El Colegio Nuestra Señora del Pilar (o simplemente El Pilar) es un colegio privado concertado católico, de la Compañía de María, propiedad de la Fundación Domingo Lázaro. Se ubica en el barrio de Recoletos (distrito de Salamanca) en Madrid, España. 
Desde la década de los años 1920, bajo la dirección de Domingo Lázaro SM (1924–1935), pasó a ser uno de los grandes colegios madrileños. Caracterizado por una educación de talante humanista y liberal, ha contado entre sus alumnos a un gran número de personajes célebres en los más diversos campos. Concretamente una notable proporción de políticos españoles de todas las tendencias pasaron por sus aulas.
La frase del Evangelio de San Juan «La verdad os hará libres» preside la escalera principal del colegio y se ha convertido en el lema de su centenario y de la institución. Precisamente, el lema se colocó en dicho espacio durante los años que Domingo Lázaro dirigió la institución.

## Historia
El Colegio del Pilar fue fundado el 3 de octubre de 1907, y su primera sede fue un 2º piso en la calle Goya, 19 de Madrid. Tras dos mudanzas motivadas por el creciente número de alumnos (eran ya 578 en 1915), especialmente a un edificio completo en la calle Goya, 16 (1913–1921), la orden adquirió en 1921 (con ayuda económica de los marianistas de Cuba) el edificio que ocupa actualmente. Este edificio monumental, diseñado en estilo neogótico y modernista por el arquitecto madrileño Manuel Aníbal Álvarez Amoroso, estaba destinado por su dueña, la aristócrata María Diega Desmaissières y Sevillano, duquesa de Sevillano, a una obra benéfico-social, pero no llegó a inaugurarse para esta finalidad; el proyecto se frustró en 1915, al morir la duquesa sin testar. El nuevo y definitivo colegio fue inaugurado el 3 de octubre de 1921.
Durante la Guerra Civil (1936-1939) el centro fue requisado y usado como hospital. Al final de la guerra volvió a su función original.
Entre 1956 y 1966 se construyó un pabellón paralelo a la calle de Don Ramón de la Cruz para aumentar el número de aulas. En 1995 se inauguró el actual Centro Deportivo El Pilar situado bajo el patio del colegio que incluye un polideportivo, un gimnasio y piscina climatizada. La entrada para acceder a las instalaciones deportivas subterráneas se encuentra en la calle Ayala, 47-49.
El Colegio del Pilar, que actualmente cuenta con alrededor de 1850 alumnos de ambos sexos y 110 profesores, ha sido durante más de un siglo centro educativo de referencia de las élites madrileñas. 
Su director actual (2020) es Valeriano Vicente Sarto Fraj, sm.
El 2 de mayo de 2007, con motivo de su centenario, el colegio recibió la Cruz de Plata de la Comunidad de Madrid.